# Карой Вайхельт
Карой Вайхельт (рум. Károly Weichelt, 2 березня 1906, Орадя — 4 липня 1971) — румунський футболіст, що грав на позиції  півзахисника, зокрема, за клуби УТА (Арад), «Орадя» та «Глорія», а також національну збірну Румунії.

## Клубна кар'єра
У футболі дебютував 1924 року виступами за команду УТА (Арад), в якій провів два сезона. 
Своєю грою за цю команду привернув увагу представників тренерського штабу клубу «Орадя», до складу якого приєднався 1933 року. Відіграв за команду з Ораді наступні два сезони своєї ігрової кар'єри.
1935 року перейшов до клубу «Глорія» з Арада, за який відіграв 2 сезони. Завершив професійну кар'єру футболіста виступами за «Глорію» у 1937 році.

## Виступи за збірну
1924 року дебютував в офіційних матчах у складі національної збірної Румунії. Провів у її формі один товариський матч проти Чехословаччини (1-4).
Був присутній в заявці збірної на чемпіонаті світу 1934 року в Італії, але на поле не виходив.
Помер 4 липня 1971 року на 66-му році життя.